# 普菲費山
46°44′32″N 7°22′19″E / 46.7422°N 7.37200°E

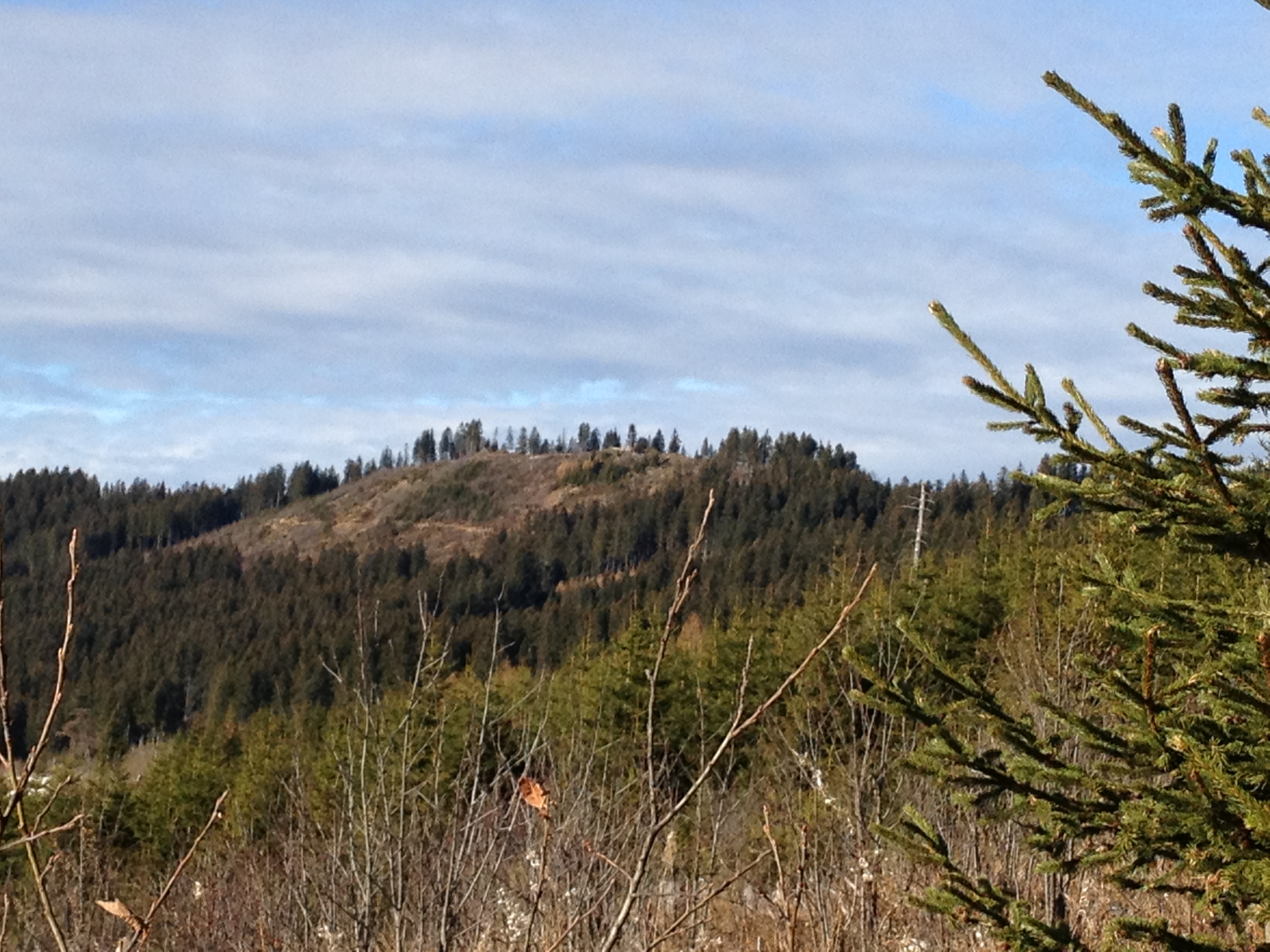

普菲費山（Pfyffe），是瑞士的山峰，位於該國中部，由伯恩州負責管轄，屬於伯訥前阿爾卑斯山脈的一部分，海拔高度1,666米，每年平均降雨量1,471毫米。